# Baranyajenő
Baranyajenő [baraňajené] (německy Jening) je obec v Maďarsku v župě Baranya, spadající pod okres Hegyhát. Nachází se asi 3 km severozápadně od Sásdu. Žije zde 392 obyvatel. Dle údajů z roku 2011 tvoří 96,6 % obyvatelstva Maďaři, 40,3 % Romové, 2,5 % Němci, 0,2 % Srbové a 0,2 % Rumuni, přičemž 3,4 % obyvatel se ke své národnosti nevyjádřilo.

## Sousední obce
| Růžice kompasu | Nagyberki          | Kercseliget     | Jágónak   | Růžice kompasu |
| Růžice kompasu | Gödre              | Sever           | Meződ     | Růžice kompasu |
| Růžice kompasu | Gödre              | Baranyajenő     | Meződ     | Růžice kompasu |
| Růžice kompasu | Gödre              | Jih             | Meződ     | Růžice kompasu |
| Růžice kompasu | Baranyaszentgyörgy | Mindszentgodisa | Sásd Palé | Růžice kompasu |